# Dieter Kimpel
 Dieter Kimpel  (* 18. Januar 1942 in Krefeld; † 24. April 2015 in Bernbeuren) war ein deutscher Kunsthistoriker.
Dieter Kimpel studierte an der Universität Bonn und der Pariser Sorbonne Kunstgeschichte, Klassische Archäologie und Romanistik, wobei die Pariser Mai-Unruhen 1968 zu einem prägenden Ereignis wurden. 1969 wurde er in Bonn promoviert mit einer Arbeit über „Die Querhausarme von Notre-Dame zu Paris und ihre Skulpturen“, die 1971 als Buch erschienen ist. Als wissenschaftlicher Mitarbeiter war er am Zentralinstitut für Kunstgeschichte in München tätig, 1971 wurde er wissenschaftlicher Assistent an der Technischen Universität München. 1979 wurde er als Professor für Kunst- und Architekturgeschichte an die Carl von Ossietzky Universität Oldenburg berufen. Hier setzte er sich besonders auch für den Erhalt der Bauten der Klävemann-Stiftung an der Donnerschweer Straße ein. Von 1989 bis 2007 war Kimpel Professor an der Universität Stuttgart und Direktor des Instituts für Architekturgeschichte, von 1996 bis 1998 zugleich Dekan der Fakultät Architektur und Stadtplanung.
Kimpels wissenschaftliches Interesse galt der Architektur der Gotik in Frankreich, namentlich unter bautechnischem wie baupolitischem Aspekt. Sein Hauptwerk wurde „Die gotische Architektur in Frankreich 1130–1270“, das er zusammen mit Robert Suckale verfasste. Daneben entstanden Forschungen u. a. zu Notre Dame in Paris, den Kathedralen von Auxerre und Amiens sowie dem Kölner Dom.
„Als historischer Marxist beschäftigte er sich mit den mittelalterlichen Baustellen, erforschte Vorfertigung und die Versatztechniken der gotischen Architektur an den avanciertesten Bauwerken des 13. Jahrhunderts, um eine Korrelation von Bautechnik und Formgebung zu entwickeln. Am mittelalterlichen Beispiel beschäftigte er sich auch mit der Soziogenese des modernen Architekten, den er schon im 13. Jahrhundert auf den Baustellen der großen Kathedralen als Dirigenten aller am Bau beteiligten Gewerke dingfest machen konnte.“

## Publikationen (Auswahl)
- Zusammen mit Robert Suckale: Die gotische Architektur in Frankreich 1130–1270. Aufnahmen von Albert Hirmer und Irmgard Ernstmeier-Hirmer. München, Hirmer 1985. ISBN 978-3777466507
- Paris. Führer durch die Stadtbaugeschichte. München, Hirmer 1994. ISBN 978-3777433806